# 荒漠委陵菜
荒漠委陵菜（学名：Potentilla desertorum）是蔷薇科委陵菜属的植物。分布于印度、俄罗斯以及中国大陆的新疆等地，生长于海拔1,700米的地区，多生于山谷以及河边，目前尚未由人工引种栽培。